# Desmond Doss
Desmond Thomas Doss (Lynchburg, 7 de fevereiro de 1919 – Piedmont, 23 de março de 2006) foi um militar norte-americano. Durante Segunda Guerra Mundial, foi soldado e socorrista do Exército dos Estados Unidos designado para uma companhia de atiradores durante a Batalha de Okinawa, e tornou-se o primeiro e único objetor de consciência a receber a Medalha de Honra na guerra.
Membro da Igreja Adventista do Sétimo dia, tomou a decisão de servir na guerra como socorrista. Por isso, entrou para a história, pois, em uma única batalha, mesmo desarmado e praticamente sozinho, salvou cerca de 75 soldados.
Uma biografia sobre ele foi lançada, com o título em português, Soldado Desarmado. Em 2016 foi lançado um filme retratando a sua vida. Dirigido por Mel Gibson, Até o Último Homem é estrelado por Andrew Garfield.
Dois outros objetores de consciência receberam a medalha da Guerra do Vietnã: Thomas W. Bennett (1947 – 1969) e Joseph G. LaPointe Jr. (1948 – 1969). O lendário herói da I Guerra Mundial Alvin York (1887 – 1964) pediu o status de objecção de consciência, em 1917, mas foi negado.

## Biografia
Desmond Doss nasceu em Lynchburg, Virginia, filho de William Thomas Doss, um carpinteiro que serviu como cabo no Exército dos EUA durante a primeira guerra mundial, e Bertha E. (Oliver) Doss. Ele trabalhou em um estaleiro em Newport News, na Virgínia, no trabalho de defesa.

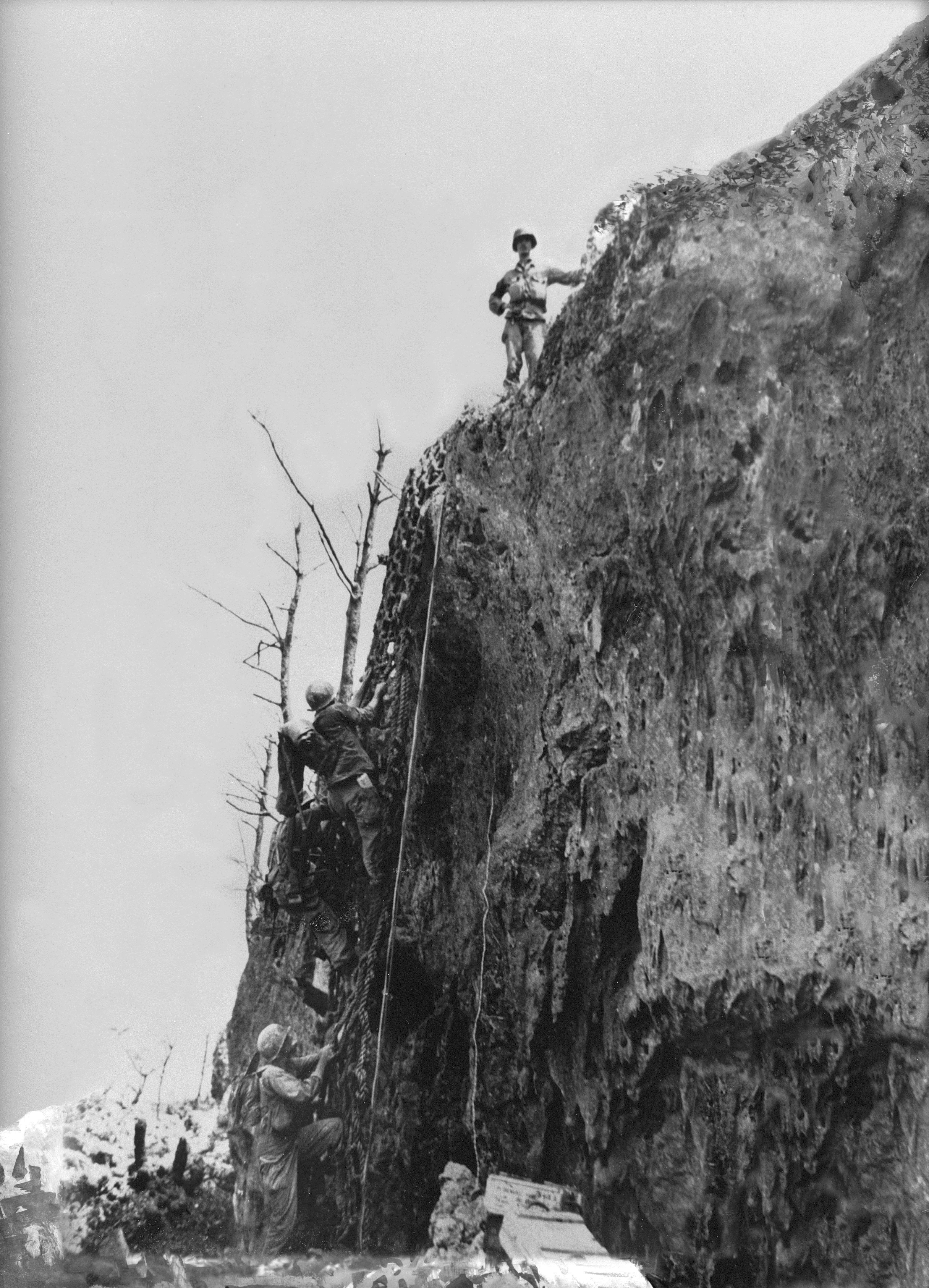
Doss no topo do Maeda Escarpa, 4 de Maio de 1945

Selecionado em abril de 1942, Doss se recusou a matar um soldado inimigo ou carregar uma arma em combate devido a sua fé. Doss era membro da Igreja Adventista do Sétimo dia. Ele, consequentemente, tornou-se um socorrista de guerra. Em 1944, nas Filipinas, ele foi premiado com duas Estrelas de Bronze por bravura. Em seguida, ele salvou a vida de mais de 75 homens da infantaria durante a Batalha de Okinawa em 1945; ao mesmo tempo, ele foi aderindo às suas convicções religiosas. Doss foi ferido quatro vezes em Okinawa, e, pouco antes de deixar o Exército, ele foi diagnosticado com tuberculose, o que lhe custou um pulmão. Dispensado do Exército em 1946, ele passou cinco anos em tratamento de suas lesões e das doenças.
Doss casou-se com Dorothy Schutte e eles tiveram um filho, Desmond Jr (ou Tommy). Dorothy morreu em 1991, em um acidente de carro, e Doss anos mais tarde casou com Francisca Duman. Doss ficou severamente limitado por conta de suas lesões. Ele trabalhou em sua pequena fazenda na Geórgia.

### Líder de desbravadores
Após ter passado à reserva militar, Doss foi investido como líder de desbravadores no 4º Campori Internacional dos Desbravadores, realizado em Oshkosh, Wisconsin, Estados Unidos, em 1999, sob o tema Discover the Power.

## Morte
Doss morreu em 23 de março de 2006, em sua casa, em Piemonte, Alabama, depois de ter sido hospitalizado por problemas respiratórios. Neste mesmo dia, também morreu outro ex-combatente que igualmente recebera medalha de Honra, David Sombrio. Doss foi enterrado na cidade de Chattanooga, Tennessee's National Cemetery, sob honrarias militares.

## Medalha de Honra
Local e data: Perto de Urasoe Mura, Okinawa, Ilhas Ryukyu, 29 de abril de 1945 – 21 de Maio de 1945.
G. O. Nº.: 97, 1 de novembro de 1945.

## Prêmios militares

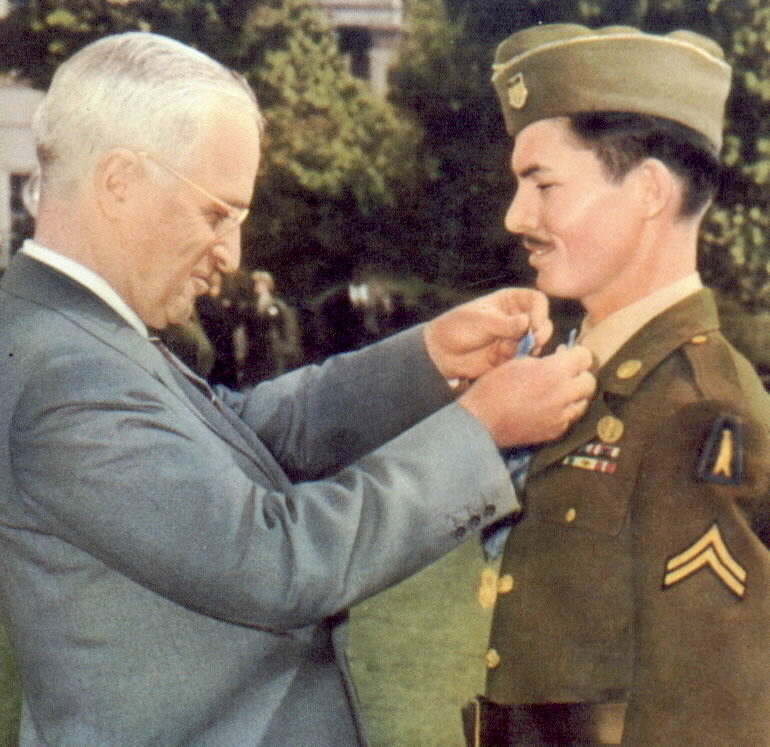
Doss recebendo a Medalha de Honra do Presidente Harry Truman

Doss recebeu as seguintes condecorações e prêmios:
| | Medalha de Honra                                                                          |
| | Medalha Estrela de Bronze com dois Aglomerados de Folhas de Carvalho e Dispositivo em "V" |
| Purple Heart com dois cachos de folhas de carvalho                                                    |                                                                                           |
| | Citação Presidencial de Unidade                                                           |
| | Comendação Meritória de Unidade                                                           |
| | Medalha de Boa Conduta                                                                    |
| | Medalha da Campanha Americana                                                             |
| Medalha da Campanha Ásia-Pacífico com três estrelas de bronze de 3⁄16" e dispositivo de ponta de seta |                                                                                           |
| | Medalha de Vitória da Segunda Guerra Mundial                                              |
| Medalha da Libertação das Filipinas com uma estrela de bronze de 3⁄16"                                |                                                                                           |
| | Crachá Médico de Combate                                                                  |

## Outras homenagens e reconhecimento

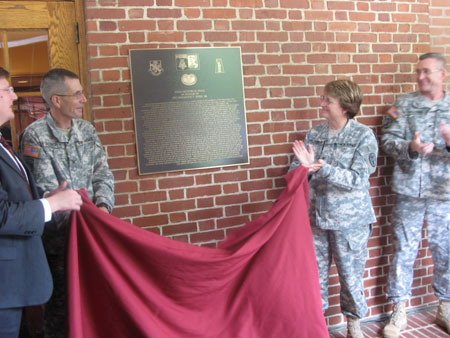
Doss Hall cerimônia de renomeação

Em 10 de julho de 1990, uma seção da estrada Geórgia Estrada 2 entre US Highway 27 e Geórgia Rodovia 193 no Condado de Walker foi renomeada como "Desmond T. Doss Medal of Honor Highway."
Em 20 de Março de 2000, Doss compareceu à câmara de deputados da Georgia, onde foi apresentada uma resolução especial para honrar suas heroicas realizações em nome do país.

Em julho de 2008, a casa de hóspedes no Walter Reed Army Medical Center, em Washington, D.C., foi renomeado Doss Memorial Hall.

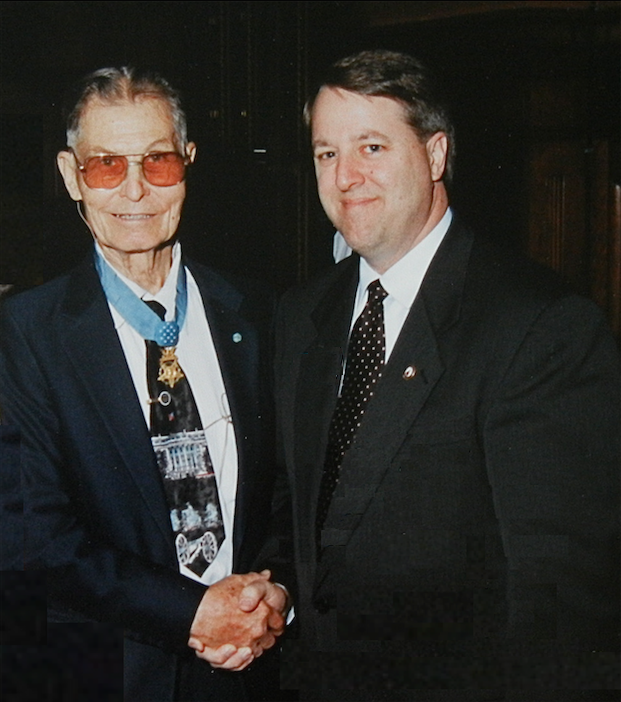
Desmond Doss (esquerda) no Capitólio Estadual da Geórgia em 20 de Março de 2000, depois de ser apresentado uma resolução especial patrocinado pelo deputado estadual Randy Sauder (direita)

Em 30 de agosto de 2008, um quilômetro e meio de extensão do Alabama autoestrada 9, no Piemonte, foi nomeado o "Desmond T. Doss, Sr. Memorial Highway."
Ele residia em Lynchburg, na Virgínia, em uma parte da Rota 501 perto de View Park que foi nomeado em sua honra. Veteranos locais decoram o local marcando parte da estrada várias vezes durante o ano para honrar Doss, particularmente nos feriados patrióticos e de turismo e, especialmente, do dia de sua memória.
No início da década de 1980, uma escola em Lynchburg foi renomeado Desmond T. Doss, Christian Academy. A escola foi fundada pela Igreja Adventista do Sétimo Dia de Lynchburg, a igreja que Desmond Doss frequentou durante seus anos em Lynchburg. A igreja queria honrar Doss por permanecer firme em sua fé, como Cristão e como um Adventista do Sétimo Dia, bem como em face de grande adversidade. Desmond Doss, visitou a escola que leva o seu nome três vezes antes de sua morte, e ele mesmo demonstrou a alguns dos alunos como ele amarrou o nó que salvou a vida de muitos de seus colegas soldados durante a Batalha de Okinawa, no Serra Ridge.
Em 25 de outubro de 2016, a cidade de Lynchburg, Virginia, honrou Desmond Doss, mais uma vez. Desta vez, eles premiaram com uma placa em sua homenagem, a Desmond T. Doss Christian Academy para ser pendurado na escola que leva o seu nome. O encontro do Conselho municipal abriu com os alunos da Desmond T. Doss Christian Academy liderando o grupo no Juramento de Lealdade. Imediatamente após o Compromisso, o Vice-Prefeito de Lynchburg apresentou a placa para a escola principal, Steve Doss.

## Na cultura popular
O longa-metragem Hacksaw Ridge, baseado na vida de Doss, dirigido por Mel Gibson, foi lançado a nível nacional nos Estados Unidos em 4 de novembro de 2016, recebendo diversos comentários positivos e seis indicações ao Oscar (filme, diretor, ator, edição, edição de som e mixagem de som). No filme, Doss é interpretado por Andrew Garfield. Em setembro de 2016, a produção hollywoodiana foi aplaudida de pé, por dez minutos, durante sua première mundial no Festival de Veneza.
Doss é o tema de O Objector de Consciência, um documentário premiado em 2004. Ele também é o tema do livro mais improvável Herói.
Em 18 de fevereiro de 1959, Doss apareceu na Ralph Edwards NBC TV Esta É a Sua Vida.
Doss também apareceu em “Medal of Honor Special”, História em Quadrinhos escrita por Doug Murray e publicada pela Dark Horse Comics, uma edição especial da série Medal of Honor, publicada em 01/04/1994. O título foi sancionado pela Sociedade da Medalha de Honra do Congresso Americano. A história apresenta o Cabo Desmond Doss e o Tenente Charles P. Williams, também condecorado com uma Medalha de Honra.